# Veikkausliiga 1994
La Veikkausliiga 1994 fu l'ottantacinquesima edizione della massima serie del campionato finlandese di calcio, la quinta come Veikkausliiga. Il campionato, con il formato a girone unico e composto da quattordici squadre, venne vinto dal TPV. Capocannoniere del torneo fu Dionísio Rangel, calciatore del TPV, con 17 reti realizzate.

## Stagione

### Novità
Dalla Veikkausliiga 1993 non ci furono retrocessioni, mentre dalla I divisioona sono stati promossi il KuPS e il FC Oulu. Il campionato passò da dodici a quattordici squadre partecipanti.

### Formula
Il formato del campionato cambiò per la quarta volta nel giro di cinque anni. Le quattordici squadre si affrontavano due volte nel corso del campionato, per un totale di 26 giornate. La prima classificata era decretata campione di Finlandia e veniva ammessa alla Coppa UEFA 1995-1996. Anche la seconda classificata veniva ammessa alla Coppa UEFA 1995-1996. Se la vincitrice della Suomen Cup, ammessa alla Coppa delle Coppe 1995-1996, si classificava al secondo posto, la terza classificata veniva ammessa alla Coppa UEFA. Le ultime due classificate venivano retrocessa direttamente in Ykkönen.

## Squadre partecipanti
| Club    | Città        | Stadio                   | Stagione 1993                                                 |
| ------- | ------------ | ------------------------ | ------------------------------------------------------------- |
| FC Oulu | Oulu         | Raatti                   | 5º posto nella fase per la salvezza, 4º posto in I divisioona |
| FinnPa  | Helsinki     | Töölön Pallokenttä       | 5º posto in Veikkausliiga                                     |
| Haka    | Valkeakoski  | Tehtaan kenttä           | 4º posto nella fase per la salvezza                           |
| HJK     | Helsinki     | Töölön pallokenttä       | 3º posto in Veikkausliiga                                     |
| Ilves   | Tampere      | Tammela                  | 6º posto nella fase per la salvezza                           |
| Jaro    | Jakobstad    | Jakobstads centralplan   | 2º posto nella fase per la salvezza                           |
| Jazz    | Pori         | Porin stadion            | Campione di Finlandia                                         |
| KuPS    | Kuopio       | Kuopio-halli             | 3º posto nella fase per la salvezza, 1º posto in I divisioona |
| Kuusysi | Lahti        | Lahden stadion           | 4º posto in Veikkausliiga                                     |
| MP      | Mikkeli      | Mikkelin urheilupuisto   | 1º posto nella fase per la salvezza                           |
| MyPa    | Anjalankoski | Saviniemen Urheilukenttä | 2º posto in Veikkausliiga                                     |
| RoPS    | Rovaniemi    | Rovaniemen Keskuskenttä  | 7º posto in Veikkausliiga                                     |
| TPS     | Turku        | Kupittaa                 | 8º posto in Veikkausliiga                                     |
| TPV     | Tampere      | Tammela                  | 6º posto in Veikkausliiga                                     |

## Classifica finale
|  | Pos. | Squadra | Pt | G  | V  | N | P  | GF | GS | DR  |
|  | ---- | ------- | -- | -- | -- | - | -- | -- | -- | --- |
|  | 1.   | TPV     | 52 | 26 | 16 | 4 | 6  | 46 | 27 | +19 |
|  | 2.   | MyPa    | 50 | 26 | 15 | 5 | 6  | 49 | 21 | +28 |
|  | 3.   | HJK     | 43 | 26 | 12 | 7 | 7  | 40 | 29 | +11 |
|  | 4.   | Jazz    | 42 | 26 | 13 | 3 | 10 | 49 | 36 | +13 |
|  | 5.   | RoPS    | 38 | 26 | 10 | 8 | 8  | 32 | 32 | 0   |
|  | 6.   | Haka    | 37 | 26 | 11 | 4 | 11 | 37 | 30 | +7  |
|  | 7.   | Jaro    | 37 | 26 | 10 | 7 | 9  | 35 | 39 | -4  |
|  | 8.   | TPS     | 34 | 26 | 9  | 7 | 10 | 38 | 34 | +4  |
|  | 9.   | Kuusysi | 34 | 26 | 10 | 4 | 12 | 42 | 49 | -7  |
|  | 10.  | FinnPa  | 33 | 26 | 8  | 9 | 9  | 25 | 35 | -10 |
|  | 11.  | MP      | 29 | 26 | 7  | 8 | 11 | 25 | 31 | -6  |
|  | 12.  | Ilves   | 28 | 26 | 7  | 7 | 12 | 35 | 45 | -10 |
|  | 13.  | FC Oulu | 27 | 26 | 6  | 9 | 11 | 32 | 42 | -10 |
|  | 14.  | KuPS    | 20 | 26 | 6  | 2 | 18 | 24 | 59 | -25 |

Legenda:
      Campione di Finlandia e ammessa alla Coppa UEFA 1995-1996
      Vincitore della Suomen Cup 1994 e ammessa in Coppa delle Coppe 1995-1996
      Ammessa in Coppa UEFA 1995-1996
      Ammessa in Coppa Intertoto 1995
      Retrocesse in Ykkönen
Note:
Tre punti a vittoria, uno a pareggio, zero a sconfitta.

## Statistiche

### Classifica marcatori
| Gol |  |  | Giocatore         | Squadra |
| --- |  |  | ----------------- | ------- |
| 17  |  |  | Dionísio Rangel   | TPV     |
| 16  |  |  | Marko Rajamäki    | MyPa    |
| 12  |  |  | Jokke Kangaskorpi | MP      |
| 12  |  |  | Jukka Ruhanen     | Jazz    |
| 11  |  |  | Luiz Antônio      | Jazz    |
| 11  |  |  | Joonas Kolkka     | MyPa    |
| 11  |  |  | Ari Tegelberg     | RoPS    |